# Verbesina ligulata
Verbesina ligulata là một loài thực vật có hoa trong họ Cúc. Loài này được (Maguire & Wurdack) Pruski miêu tả khoa học đầu tiên năm 1996.